# Михайловське сільське поселення (Нерчинсько-Заводський район)
Миха́йловське сільське поселення (рос. Михайловское сельское поселение) — сільське поселення у складі Нерчинсько-Заводського району Забайкальського краю Росії.
Адміністративний центр — село Михайловка.

## Історія
Станом на 2002 рік селище Михайловський Участок перебувало у складі Кадаїнської селищної адміністрації Калганського району.

## Населення
Населення сільського поселення становить 619 осіб (2019; 753 у 2010, 828 у 2002).

## Склад
До складу сільського поселення входять:
| Населений пункт               | Населення, осіб (2002) | Населення, осіб (2010) |
| ----------------------------- | ---------------------- | ---------------------- |
| Михайловка, село              | 771                    | 717                    |
| Михайловський Участок, селище | 57                     | 36                     |